# خور العديد

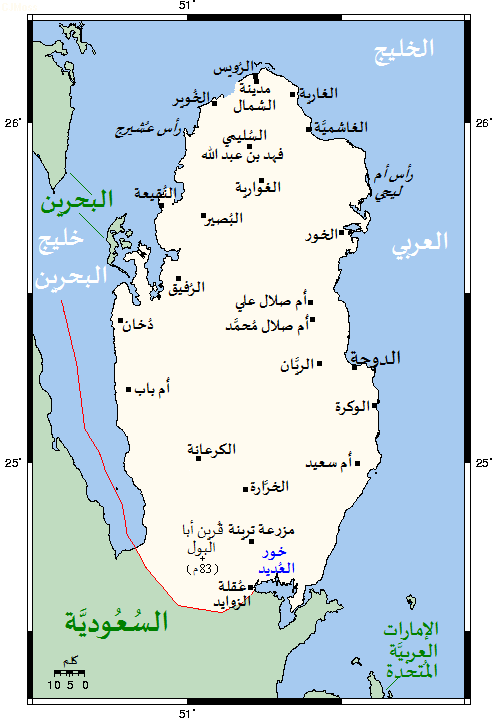
خور العديد.

خور العديد هو لسان من اليابس يمتد في البحر يقع بجانب الحدود السعودية، في جنوب دولة قطر مع الحدود الإماراتية ممثلة في إمارة أبوظبي. كان محل خلاف حدودي بين الإمارات والسعودية، يتميز العديد بكثبانه الرميلة الممتدة على مساحات مترامية تجاور ساحل الشرقي لدولة قطر والتي تجذب آلاف السياح سنوياً إلى كلاً من العديد وشاطئ سيلين. وقد سكن هذه المنطقة بعض القبائل العربية، وهم قبائل بني ياس ، وقبايل بنو حماد (بني حماد) ، وقبيلة العبادلة التي نزحت من حايل من إقليم نجد في وسط السعودية واستوطنت العديد منذ عام 999 هجري إلى عام 1351 هجرية.